# Figueroa Street

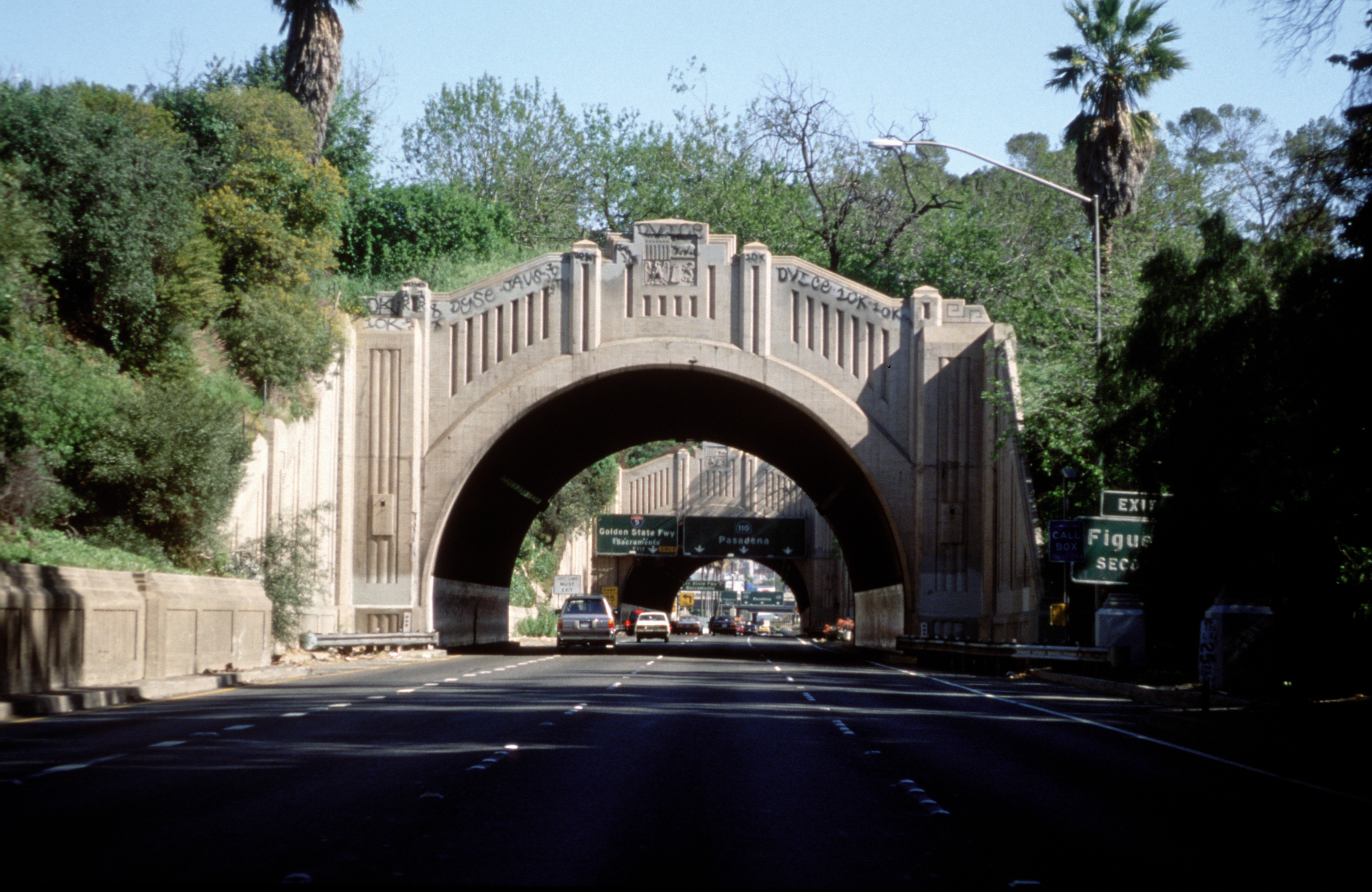
Zabytkowe tunele na Figueroa St

Figueroa Street – ulica w hrabstwie Los Angeles biegnąca z południa na północ. Rozciąga się pomiędzy portem morskim a  Eagle Rock. Długość - ok. 48 km (35 mil). Nazwana od nazwiska Jose Figueroa gubernatora Górnej Kalifornii (Alta California).     